# Sanktpersfiskartade fiskar
Sanktpersfiskartade fiskar (Zeiformes) är en ordning av fiskar som ingår i klassen strålfeniga fiskar. Enligt Catalogue of Life omfattar ordningen Zeiformes 33 arter. 
Ordningens medlemmar förekommer i havet.
Familjer enligt Catalogue of Life och Dyntaxa:
- Cyttidae
- Grammicolepididae
- Oreosomatidae
- Parazenidae
- sanktpersfiskar (Zeidae)
- Zenionidae